# Francesco Maria Colle
Francesco Maria Colle (Belluno, 29 dicembre 1744 – Limana, 18 marzo 1815) è stato uno storico italiano.

## Biografia
Figlio del nobile Girolamo e di Cecilia Gimosa, studiò in gioventù nelle scuole gesuitiche dell'Emilia.
Divenuto chierico ed esercitata la professione di insegnante nelle città di Mantova, Verona, Vicenza, ritornò allo stato laicale in seguito allo scioglimento della compagnia dei Gesuiti, avvenuta nel 1773. Si stabilì in seguito a Padova, ove esercitò il ruolo di precettore per la prole del gentiluomo Innocenzo Massimo e si dedicò allo studio della giurisprudenza.
Divenuto socio, nel 1779, e pensionario, nel 1783, della rifondata Accademia, realizzò opere di argomento letterario e scientifico. Appoggiato dal celebre Lorenzo Morosini, Riformatore dello Studio, venne nominato storiografo ufficiale dell'Ateneo con il compito di proseguire i Fasti di Iacopo Facciolati e una nuova Storia dello Studio in lingua italiana, nel 1786. Per motivi economici, tale cattedra venne soppressa nel 1789.
Ciononostante, egli proseguì in ogni caso il suo lavoro di raccolta dei materiali ed elaborazione di opere che, rimaste inedite a lungo per motivi politici, vennero pubblicate solo molto dopo la sua morte per opera dell'erudito padovano Giuseppe Vedova. Tornato in patria nel 1800, divenne personalità di spicco nel nuovo Dipartimento della Piave nel Regno d'Italia napoleonico, come membro del Collegio dei Dotti e Consigliere di Stato a Milano.

## Intitolazioni
Una strada comunale a lui intitolata è situata nel quartiere Baldenich a Belluno.